# Biblioteca Santa Maria della Stella in Napoli
La Biblioteca del convento di Santa Maria della Stella è un'istituzione culturale privata della città di Napoli, emanazione diretta dell'ente Provincia di Santa Maria della Stella del Sacro Ordine dei Minimi di San Francesco di Paola, da cui dipende in tutto per gli aspetti giuridici e amministrativi. La Biblioteca, annessa all'omonimo Santuario mariano, conta un patrimonio librario di oltre 15.000 unità bibliografiche, tra cui 7 manoscritti, 90 edizioni del cinquecento, 280 edizioni del seicento, 600 edizioni del settecento, oltre 2.000 edizioni dell'Ottocento. Il materiale librario è in maggior parte di carattere religioso (esegesi biblica, letteratura patristica e scolastica, oratoria sacra), teologico e umanistico. L'attuale direttore è padre Mario Savarese (rettore del Santuario).

## Storia
La creazione della Biblioteca conventuale di Santa Maria della Stella ha origini antichissime. Nel 1571 i religiosi minimi fondarono il convento e iniziarono la costruzione del Santuario di Santa Maria della Stella. In quegli anni si sviluppò la prima raccolta libraria, ad uso dei religiosi che abitavano il luogo. Il Santuario mariano, che diede, poi, il nome all'omonimo Quartiere di Napoli, rappresenta la presenza storica e costante dei religiosi nella città partenopea e fu costruito per ospitare la miracolosa immagine della Madonna con il bambino. L'icona fu ritrovata dal popolo napoletano nel 1501, sotto le macerie della Chiesa di San Giovanni a Carbonara e alla sua potente intercessione fu associata la fuoriuscita dalla pestilenza che aveva colpito la città. La Biblioteca, ricca di preziosi e antichi testi, superò indenne i moti rivoluzionari del 1799 e il successivo avvento dei Francesi, la sua raccolta libraria fu solo in parte bruciata e dispersa, fortuna non riservata agli altri conventi della Provincia religiosa che videro distrutti anche gli archivi conventuali. Nel secondo decennio dell'Ottocento il convento di Santa Maria della Stella, insieme a quello di Castellammare, fu l'unico affidato nuovamente ai Frati Minimi che provarono a ricomporre e ricostituire l'antica Biblioteca, anche trasferendovi i testi di conventi ormai disabitati. Il convento ospitò, quindi, i Capitoli Provinciali della ricostituita provincia religiosa dei Frati Minimi ed ottenne proprietà in diverse regioni del sud Italia. La Biblioteca di Santa Maria della Stella superò indenne anche l'emanazione della legge sulla soppressione degli ordini religiosi del 1860, restò nell'uso dei Frati Minimi che, in quegli anni, ebbero la disponibilità della chiesa, di una cella attigua al chiostro e del piano del Noviziato, l'altra parte del grande complesso fu occupata dall'Arma dei Carabinieri. Quando ai frati Minimi fu legittimamente restituita una parte del convento, i religiosi iniziarono le attività di recupero dei beni librari e la sede di Santa Maria della Stella fu scelta per essere la Curia Provinciale dei Frati Minimi.

## Le raccolte librarie
Costituiscono il nucleo librario della biblioteca, i libri appartenenti già in antico a questa libreria, i fondi provenienti dalle biblioteche conventuali degli ordini religiosi soppressi, quelli provenienti da raccolte private e i libri entrati in biblioteca in tempi recenti.
Principali fondi custoditi:
- San Luigi di Palazzo reale di Napoli;
- Santa Maria degli Angeli di Napoli;
- San Francesco di Paola a Porta Capuana di Napoli;
- San Francesco di Paola in piazza plebiscito di Napoli;
- Santa Maria della Salute (attuale parrocchia di San Francesco di Paola) di Pagani (Sa).

## Il Polo Biblioteche Frati Minimi
La Biblioteca di Santa Maria della Stella è la Biblioteca provinciale dei Frati Minimi, pertanto è la sede capofila del sistema bibliotecario Biblioteche Frati Minimi, fanno parte del medesimo Sistema Bibliotecario:
- la Biblioteca di San Vito in Vico Equense (Na);
- la Biblioteca Santa Maria di Pozzano in Castellammare di Stabia (Na);
- la Biblioteca San Francesco di Paola in Massa Lubrense (Na);
- la Biblioteca prof. Giuseppe Lazzaro in Salerno;
- la Biblioteca Santa Oliva in Palermo;
- la Biblioteca San Francesco di Paola in Milazzo (Me).